# Natalja Asarijewna Lapina
Natalja Asarijewna Lapina (russisch Наталья Азариевна Лапина; * 5. August 1963 in Gorki, Sowjetunion) ist eine russische Schauspielerin und Sängerin.
Während des Studiums an der Leningrader Akademie für Schauspielkunst sammelte sie bereits erste Erfahrungen in der TV-Serie „Das Leben des Klim Samgin“ nach einem Roman von Maxim Gorki. Anschließend wurde sie von Igor Wladimirow am Lensowjet-Theater, dessen Hauptgenre das Musical war, engagiert. Später spielte sie auch am Lenkom-Theater. 1991 spielte sie eine Rolle in dem deutschen Film Herr Ober! von und mit Gerhard Polt. 1993 sang sie den Titelsong zu dem Thriller Night Train to Venice.
Darüber hinaus veröffentlichte sie verschiedene Musikaufnahmen, etwa „Who Told You“, ein Song von Lisa Nemzo.